# Suszarka taśmowa
Suszarka taśmowa (Chłodziarka taśmowa) – urządzenie używane do ciągłego suszenia i chłodzenia granulatu, past, włókien i płyt przy użyciu powietrza, gazu obojętnego lub gazu spalinowego.

## Zasada działania
Jest to urządzenie przeznaczone do szczególnie delikatnej obróbki cieplnej produktu. Wilgotny materiał jest doprowadzany w sposób ciągły, przez komorę wlotową, na poziomo usytuowaną taśmę perforowaną. Taśma ta umożliwia transport produktu przez obszar suszenia, który jest podzielony na kilka sekcji. Każda przegroda może być wyposażona w wentylator i wymiennik ciepła. Ta modularna budowa umożliwia kontrolowanie temperatury w poszczególnych sekcjach. Tak więc, każda komora może być indywidualnie regulowana i przepływ powietrza może zmieniać się w każdej z nich. Ponadto prędkość przenośnika taśmowego można modyfikować, co stanowi dodatkowy parametr do ustawiania czasu suszenia.
Przegrody mogą być ogrzewane lub chłodzone bezpośrednio lub pośrednio. Do tego celu, mogą być użyte media grzewcze takie jak ropa naftowa, para wodna, gorąca woda lub gorący gaz.

## Budowa
Urządzenie jest skonstruowane w systemie modularnym. Każda suszarka składa się z głowicy wlotowej, taśmy przenośnikowej i głowicy wylotowej.

Są możliwe różne konstrukcje suszarek:
- suszarka jednotaśmowa,
- suszarka wielostopniowa,
- suszarka wielopoziomowa,
- suszarka wielotaśmowa.

### Opcje napowietrzania
W zasadzie istnieją dwa sposoby przepływu gazu. Gaz grzewczy może przepływać, w zależności od procesu, poprzez produkt lub nad nim.

## Zastosowanie
Suszarki taśmowe są głównie stosowane w przemyśle:
- chemicznym
- farmaceutycznym
- spożywczym
- minerałów niemetalicznych
- tworzyw sztucznych
- drzewnym
- ceramicznym

### Przykłady produktów
Suszarki taśmowe stosuje się m.in. do suszenia takich materiałów jak:
- forniry,
- płyty izolacyjne z włókna drzewnego,
- farby,
- pasty,
- guma syntetyczna,
- stearynian,
- katalizatory,
- koks,
- owoce,
- warzywa,
- płatki zbożowe.